# محموله ویژه (فیلم ۱۹۲۲)
محموله ویژه (انگلیسی: Special Delivery) یک فیلم کوتاه کمدی به کارگردان راسکو آرباکل است که در سال ۱۹۲۲ منتشر شد. این نخستین فیلم آرباکل در مقام کارگردان پس از تبرئه‌اش از اتهام قتل ویرجینیا رپی بود، البته بدون آنکه نامش در عنوان بندی فیلم ذکر شود. نسخه ای از این فیلم در آرشیو موزه هنر مدرن باقی مانده‌است.

## گزیدهٔ بازیگران
- اَل سنت جان
- ورنون دنت
- بیلی انگل
- تاینی وارد